# Miss Grand España 2019
Miss Grand España 2019 o Miss Grand Spain 2019 fue la 4.ª edición del certamen Miss Grand España y se realizó el 6 de julio de 2019 en ciudad de Arnuero, localidad costera de la comunidad autónoma de Cantabria. Treinta y seis candidatas de toda la España competirán por el título nacional, obteniendo el derecho de representar al país en Miss Grand Internacional 2019. Al final del evento la mismísima Miss Grand International 2018, Clara Sosa, coronó a Ainara de Santamaría como su sucesora quien competirá en Miss Grand Internacional 2019 a realizarse en Venezuela.

## Resultados

### Colocación
| Posiciones             | Candidata |
| Miss Grand España 2019 | Cantabria - Ainara de Santamaría |
| Primera Finalista      | Madrid – Andrea Ávila |
| Segunda Finalista      | Jaén – Miriam Herrera Juan |
| Tercera Finalista      | Cádiz – Guadalupe Álvarez |
| Cuarta Finalista       | Costa Gallega - Iris Miguélez |
| TOP 10                 | Zaragoza - Mariana D'orazio Gómez Islas Baleares – Sorina Dolghieru Huelva – Ángela Gil Pinto Costa del Sol - Yaiza Cabello León - Lucía Andrade |
| TOP 14                 | Andalucía – María José Parra Asturias - Verónica Quirós Granada - María Jesús Delgado Rosales Sevilla - Nuria Rodríguez                          |

## Candidatas
Hay 31 finalistas que compiten por Miss Grand España 2019, las cuales fueron elegidas por cástines o concursos provinciales:
| Provincia                                                | Candidata                   | E  | A       | Residencia                 | R           |
| Candidatos que representan a la Comunidad autónoma       |                             |    |         |                            |             |
| Andalucía                                                | María José Parra            | 19 |         | Jódar                      | [ 2 ]       |
| Extremadura                                              | Paula Miralles              | 20 | 1,75 m  | Cáceres                    |             |
| Galicia                                                  | Tania Chaves                | 21 |         |                            |             |
| País Vasco                                               | Zuriñe Ruiz                 | 21 | 1,73 m  | Indauchu                   | [ 3 ]       |
| Candidatos que representan a la Provincia                |                             |    |         |                            |             |
| Asturias                                                 | Verónica Quirós             | 22 |         |                            |             |
| Badajoz                                                  | Victoria Hernández          |    |         | Villafranca de los Barros  |             |
| Barcelona                                                | Andrada Morar               | 22 |         |                            |             |
| Burgos                                                   |                             | 18 |         |                            | [ 4 ]       |
| Cádiz                                                    | Guadalupe Álvarez           |    |         |                            |             |
| Cantabria                                                | Ainara de Santamaría        | 23 |         |                            |             |
| Cáceres                                                  | Irene Simón                 | 23 |         | Zarza la Mayor             |             |
| Ciudad Real                                              | Alba Izquierdo              | 17 |         | Miguelturra                | [ 5 ]       |
| Córdoba                                                  | María Salazar               | 24 |         |                            |             |
| Granada                                                  | María Jesús Delgado Rosales | 19 |         | Granada                    | [ 6 ]       |
| Huelva                                                   | Ángela Gil Pinto            | 17 |         | La Palma del Condado       | [ 7 ]       |
| Islas Baleares                                           | Sorina Dolghieru            | 18 | 1,72 m  | Inca                       |             |
| Jaén                                                     | Miriam Herrera Juan         | 17 | 1,79 m  | Úbeda                      | [ 2 ] [ 8 ] |
| Las Palmas                                               | Victoria María Contreras    | 26 | 1,68 m. | Las Palmas de Gran Canaria |             |
| León                                                     | Lucía Andrade               | 18 | 1,70 m  |                            |             |
| Madrid                                                   | Andrea Ávila                | 17 |         |                            |             |
| Málaga                                                   | Nabila Recio                | 25 | 1,78 m  | Málaga                     |             |
| Navarra                                                  | Dana Vázquez                | 21 |         | Bilbao                     |             |
| Santa Cruz de Tenerife                                   | Noelia Dorta Hernández      | 26 |         | Santa Cruz de Tenerife     |             |
| Sevilla                                                  | Nuria Rodríguez             | 17 | 1,73 m  |                            |             |
| Tarragona                                                | Laia Bosquet                | 24 | 1,74 m  |                            |             |
| Valencia                                                 | candidata eliminada         |    |         |                            |             |
| Zaragoza                                                 | Mariana D’orazio Gómez      | 17 |         |                            |             |
| Candidatos que representan a la Ciudad, Subregión y Otra |                             |    |         |                            |             |
| Atlántico                                                | Zulheika Jiménez            | 26 | 1,68 m  | Las Palmas de Gran Canaria |             |
| Costa del Sol                                            | Yaiza Cabello               | 21 | 1,70 m  | Málaga                     |             |
| Costa Gallega                                            | Iris Miguélez               | 21 | 1,73 m  | Villa de Cruces            |             |
| Mediterranean                                            | Maria Fernández             | 23 |         | Palma de Mallorca          |             |